# 蒙蒂尼圣巴泰勒米
蒙蒂尼圣巴泰勒米（法語：Montigny-Saint-Barthélemy，法語發音：[mɔ̃tiɲi sɛ̃ baʁtelemi]）是法国科多尔省的一个市镇，位于该省西部，属于蒙巴尔区。

## 地理
蒙蒂尼圣巴泰勒米（47°25'27"N, 4°16'11"E）面积6.2 平方千米，位于法国勃艮第-弗朗什-孔泰大區科多尔省，该省份为法国中东部省份，北起奥布省，西接涅夫勒省和约讷省，南至索恩-卢瓦尔省，东南接汝拉省，东临上索恩省，东北部与上马恩省接壤。
与蒙蒂尼圣巴泰勒米接壤的市镇（或旧市镇、城区）包括：库尔塞勒莱瑟米尔、托特、艾西苏蒂勒、莫尔旺地区栋皮埃尔、勒瓦勒拉雷。
蒙蒂尼圣巴泰勒米的时区为UTC+01:00、UTC+02:00（夏令时）。

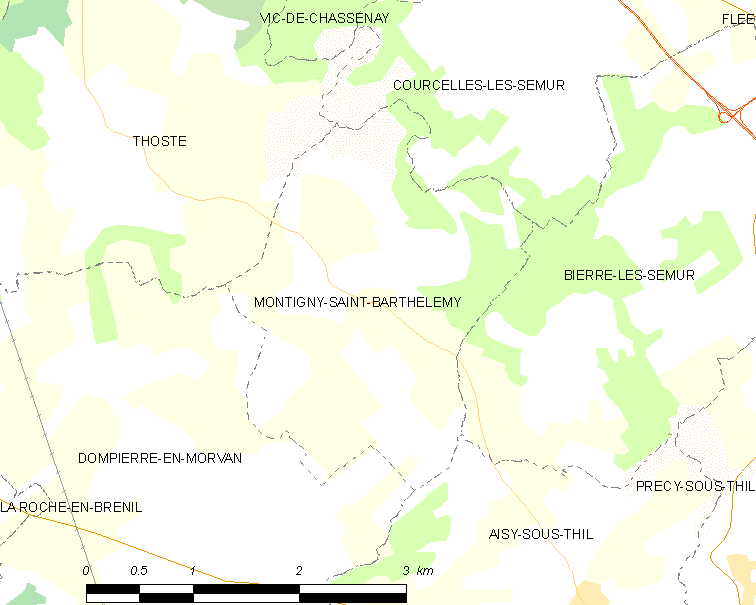
蒙蒂尼圣巴泰勒米的OSM定位图

## 行政
蒙蒂尼圣巴泰勒米的邮政编码为21390，INSEE市镇编码为21430。

## 政治
蒙蒂尼圣巴泰勒米所属的省级选区为欧苏瓦地区瑟米尔县。

## 人口

1962-2008年间蒙蒂尼圣巴泰勒米人口变化图示

蒙蒂尼圣巴泰勒米于2022年1月1日时的人口数量为82人。